# Верховный главнокомандующий ОВС НАТО по трансформации

Должность Верхо́вного главнокома́ндующего ОВС НАТО по трансформа́ции (ВГКТ) (англ. Supreme Allied Commander Transformation, SACT) была создана летом 2003 года в рамках общего процесса преобразования командной структуры Североатлантического альянса из-за его расширения. Штаб-квартира ВГКТ расположена в городе Норфолк (штат Виргиния, США).

## Роль и обязанности
Должность ВГКТ является второй по значимости среди стратегических командований в НАТО (первая —Главнокомандующий объединёнными силами в Европе). ВГКТ отвечает перед Военным комитетом НАТО — высшим военным руководящим органом Альянса — за продвижение вперед процесса трансформации вооружённых сил стран, входящих в блок.
Совместно со Стратегическим командованием НАТО по операциям он участвует в оборонном планировании НАТО, проводит анализ оперативных потребностей НАТО для определения типа, объёма и выбора приоритета в части будущих потребностей в силах и средствах, играет ведущую роль на стратегическом уровне в сфере преобразования военных структур, вооружённых сил, возможностей и доктрин НАТО с целью повышения его боеспособности. В целом, ВГКТ руководит всем процессом изучения новых концепций и доктрин посредством экспериментов и содействия научным исследованиям, разработке и приобретению новых технологий и технических средств.
ВГКТ также отвечает за программы обучения и переподготовки военнослужащих стран НАТО, призванные обеспечить Альянс личным составом, обученным согласно общим стандартам НАТО и способным действовать эффективно в составе многонациональных объединённых контингентов.
Кандидатура на должность ВГКТ выдвигается одной из стран-членов НАТО и утверждается Североатлантическим советом.

Срок пребывания на должности ВГКТ не оговаривается.

## Должностные лица
- адмирал ВМС США Эдмунд Джамбастиани[англ.] (2003—2005)
- генерал ВВС США Лэнс Л. Смит[англ.] (2005—2007)
- генерал КМП США Джеймс Н. Мэттис (2007—2009)
- генерал вооружённых сил Франции Стефан Абриаль[англ.] (2009—2012)
- генерал вооружённых сил Франции Жан-Поль Паломерос[англ.] (2012—2015)
- генерал вооружённых сил Франции Дэни Мерсье[англ.] (2015—2018)
- генерал вооружённых сил Франции Андре Ланата[англ.] (2018—2021)
- генерал вооружённых сил Франции Филипп Лавинь[англ.] (2021—2024)
- адмирал ВМС Франции Пьер Вандьер[англ.] (с 2024 года)